# Кемо
Кѐмо (на френски: Kémo) е една от 14-те административни префектури на Централноафриканската република. Разположена е в централната част на страната и граничи с Демократична република Конго. Площта на префектурата е 17 204 км², а населението е около 99 000 души (2003). Гъстотата на населението в Кемо е около 6 души/км². Столица на префектурата е град Сибю.